# Zielonowo (osada leśna w województwie kujawsko-pomorskim)
Zielonowo – osada leśna w Polsce położona w województwie kujawsko-pomorskim, w powiecie nakielskim, w gminie Szubin.
W latach 1975–1998 miejscowość administracyjnie należała do województwa bydgoskiego.